# Frieseomelitta longipes
Frieseomelitta longipes är en biart som först beskrevs av Smith 1854.  Frieseomelitta longipes ingår i släktet Frieseomelitta, och familjen långtungebin. Inga underarter finns listade.

## Beskrivning
Ett av de minsta bina över huvud taget med en längd omkring 1,5 mm.

## Ekologi
Släktet Frieseomelitta tillhör de gaddlösa bina, ett tribus (Meliponini) av sociala bin som saknar fungerande gadd. De har dock kraftiga käkar, och kan bitas ordentligt.
Arten besöker bland annat paranötträd, men kan också skaffa sig pollen genom att stjäla andra bins insamlade pollen från deras egna pollenkorgar (se illustration överst).

## Utbredning
Utbredningsområdet omfattar norra Sydamerika som Surinam, Guyana samt de brasilianska delstaterna Pará och Mato Grosso.